# 築館城
築館城（つきだてじょう）は、宮城県黒川郡大郷町羽生にあった日本の城（丘城）。別名葦が城。

## 概要
大郷町の大谷保と呼ばれている羽生・川内地区にあった城で、この地区の北部には西から東へ吉田川が流れ、現在はその周辺に広大な水田が広がっている。300年ほど前までは、吉田川や鶴田川、その他の小さい川がたくさん流れ込み、大雨が降って大洪水になると大郷から大崎市鹿島台、松島にまたがり仙台藩でも最大の湖とも言われるほどの品井沼という大きな沼が形成された。
沼の水は、ふだんは小川から鳴瀬川に流れ出ていたが、日照りが続くと、沼一面に草が生えた谷地になった。
築館城は鎌倉時代から室町時代末期にかけてこの地区を支配した岡山城が居城したと伝えられる城である。比高15mほどの丘の上にあって、現在は西側斜面に構築された一二三段の曲輪群が築館公園（城址公園）となっており、北部の田園地帯や、船形山、泉ヶ岳、北泉ヶ岳などの眺望が良い。この地域一帯は、鎌倉時代以降、菅原氏、吉良氏、大崎氏、留守氏、葛西氏などが支配を巡って交代して戦いを繰り広げた。岡氏はそれらの傘下でこの地区を中心に荒野・谷地を開発し支配領域を形成し、室町時代末期には黒川氏・葛西氏・留守氏などの大勢力の狭間で滅亡したとみられている。

## 現況
- 1992年（平成4年）3月 一帯が築館公園として開園[2]。

四阿や児童向けの遊具を備えている。

## 所在地
宮城県大郷町羽生舘畑55

## アクセス
- 三陸自動車道松島大郷ICから車で約10分
- 東北自動車道大和ICから車で約15分 
  - 駐車場あり 無料

## 周辺・近隣施設等
- 大窪城址公園
- 道の駅おおさと
- 郷郷ランド
- 支倉常長メモリアルパーク